# Уокер, Джон Уильямс
Джон Уильямс Уокер (англ. John Williams Walker, 12 августа 1783 — 23 апреля 1823) — американский политик, который ярко проявил себя в Алабаме в территориальный период её истории. Он содействовал развитию экономики и транспортной системы, во многом определил направление развития Алабамы, был председателем первого конституционного конвента штата, а после того как Алабама получила статус штата он был выбран одним из двух первых сенаторов от Алабамы (в паре с Руфусом Кингом).

## Происхождение и ранние годы
предки Уокера были ирландскими шотландцами. Его деде по матери, Уильям Уокер, был уроженцем ирландского округа Дерри, он переехал в Америку примерно в 1738—1740 годах, поселился сначала в Мэриленде, а потом переселился в Северную Каролину, в округ Бьют. Там он женился на Урсуле Уильямс. Их сыном был Джеремая Уокер, баптистский священник. С 1769 года он 15 лет прослужил священником в округе Амилия, и за это время основал примерно 20 церквей к югу от реки Джеймс. Он женился на Мэри Джейн Грейвз, и в 1783 году родился их сын Джон. Сразу после этого семья переехала в Джорджию и поселилась в округе Уилкс, севернее города Огаста, на слиянии рек Бороад-Ривер и реки Саванна. Родители Уокера умерли в начале 1790-х годов, поэтому воспитанием Уокера занимались его старшие братья. Он учился в школе Мозеса Уоддера, которая находилась на другой стороне реки Саванна, на территории Южной Каролины. Весной 1805 года он поступил в Принстонский университет. Там он заболел, предположительно, туберкулёзом, что испортило ему здоровье на всю жизнь. сенью 1806 года он окончил университет с отличием, перезимовал в Вашингтоне, после чего вернулся в Джорджию, а оттуда переехал в Миссисипи .
Уокер принадлежал к тем джорджианцам с реки Броад-ривер (впоследствии их назвали "бродриверцами"), которые в те годы активно колонизировали территорию Миссисипи. В 1809 году правительство выставило на продажу большой участок земли, ранее принадлежавший индейцакм-крикам. Уокер и ещё шестеро "броадриверцев" скупили почти половину этого участка. В 1810 году Уокер женился на Матильде Поуп, дочери другого известного "бродриверца", Лероя Поупа. В том же году они окончательно переселились на территорию Миссисипи, в те места, где в 1809 году Лерой Поуп основан город Хантсвилл. К 1822 году Уокер купил ещё 1 760 акров земли. С осени того же 1810 года он начал работать юристом.

## Политическая карьера
В те годы начались споры о том, стоит ли принимать Миссисипскую территорию в Союз одним штатом, или надо разделить его на два штата. Уокер стал убеждённым сторонником раздела, при этом он предлагал провести линию раздела по линии восток-запад, поскольку это давало бы Хантсвиллу и северной Алабама доминирование во всей северной половине нового. Это предложение не было принято, но Уокер смог завоевать симпатии своих соседей. В 1817 году была создана Алабамская территория, а в феврале 1818 года Уокер был выбран в легислатуру территории и служил в Бюджетном комитете (Ways and Means Committee). На последней сессии того года он был избран спикером легислатуры. Когда решался вопрос о границах Алабамы, он добился включения туда территории реки Томбигби. Ему так же удалось добиться того, что Хантсвилл стал временной столицей штата и местом собрания первого конституционного конвента.
В сентябре 1819 года Уокер был избран делегатом на конституционный конвент, а на конвенте был единогласно избран его президентом. Он возглавил комитет, который составлял проект конституции, и оказал существенное влияние на  формирование этого документа. Он поддержал идею создания банка Алабамы и добивался более мягкого регулирования процентных ставок, что было выгодно лично ему и всем "бродриверцам". Когда в ноябре 1819 года прошли выборы сенаторов от Алабамы, было решено избрать одного сенатора от севера штата и одного от юга. Уокер стал сенатором от севера. По наказу конвента, он добивался включения западной Флориды в границы Алабамы, но это предложение было отклонено: большинство сенаторов от Юга не желали появления слишком большого и слишком сильного сильного штата. Через месяц, 14 декабря 1819 года, Алабама получила статус штата.